# قهرمان (نام خانوادگی)
قهرِمان، یک نام خانوادگی است. ممکن است اشاره داشته باشد به:
- احمد قهرمان، گیاه‌شناس و پروفسور ایرانی
- آزیتا قهرمان، شاعر ایرانی